# 金秀シニア沖縄オープンゴルフトーナメント
金秀シニア沖縄オープンゴルフトーナメント（かねひでシニアおきなわオープンゴルフトーナメント）は、4月に沖縄県名護市のかねひで喜瀬カントリークラブで開催される日本のプロシニアゴルフ大会の一つである。
主催は金秀商事をはじめとする金秀グループ、金秀シニア実行委員会。主管は日本プロゴルフ協会。2022年現在、賞金総額3200万円（うちシニアの部賞金総額3000万円、優勝賞金540万円）。2022年大会は沖縄県が日本に返還されて50周年の節目を迎えることから3日間競技に移行し、2023年大会以降も継続されている。
2017年は同会場で日本プロゴルフ選手権大会、2024年もソニー日本女子プロ選手権が開催された関係で休止となった。
PGAシニア後援競技として2008年から2012年まで開催されていたが、2013年よりPGAシニアツアーに昇格した。
オリオンビールから大会開催記念のプライベート缶ビールが発売されている。

## 歴代優勝者
| 回数   | 開催年 | 開催時期       | 優勝     | スコア  | 出典          |
| ------ | ------ | -------------- | -------- | ------- | ------------- |
| 第15回 | 2023年 | 4月6日 - 8日   | 東聡     | 209(-7) | [ 1 ]         |
| 第14回 | 2022年 | 4月7日 - 9日   | 塚田好宣 | 209(-7) | [ 8 ]         |
| 第13回 | 2021年 | 4月9日 - 10日  | 寺西明   | 138(-6) | [ 9 ]         |
| 第12回 | 2020年 | 12月4日 - 5日  | 河村雅之 | 138(-6) | [ 10 ]        |
| 第11回 | 2019年 | 4月12日 - 13日 | 手嶋多一 | 135(-9) | [ 3 ]         |
| 第10回 | 2018年 | 4月14日 - 15日 | 山添昌良 | 139(-5) | [ 11 ] [ 12 ] |
| 第9回  | 2016年 | 4月16日 - 17日 | 飯合肇   | 106(-2) | [ 13 ]        |
| 第8回  | 2015年 | 4月17日 - 18日 | 久保勝美 | 136(-8) | [ 14 ]        |
| 第7回  | 2014年 | 4月18日 - 19日 | 中根初男 | 136(-8) | [ 15 ]        |
| 第6回  | 2013年 | 4月19日 - 20日 | 崎山武志 | 136(-8) | [ 16 ]        |
| 第5回  | 2012年 | 4月20日 - 21日 | 初見充宣 | 70(-2)  | [ 17 ]        |
| 第4回  | 2011年 | 4月23日 - 24日 | 植田浩史 | 138(-6) | [ 18 ]        |
| 第3回  | 2010年 | 4月24日 - 25日 | 渡辺司   | 135(-9) | [ 19 ]        |
| 第2回  | 2009年 | 4月25日 - 26日 | 池内信治 | 138(-6) | [ 20 ]        |
| 第1回  | 2008年 | 6月22日 - 21日 | 初見充宣 | 139(-5) | [ 21 ]        |

## その他
本戦の前日にプロアマ戦が開催されると共に、開催期間中には出場選手のオークションやパターゴルフ大会などのチャリティイベントも開催される。